# Chuck Berry in London
Chuck Berry in London è un album del cantante Rock and roll statunitense Chuck Berry uscito nel 1965 sotto l'etichetta Chess Records.

## Tracce
1. My Little Love Light
2. She Once Was Mine
3. After It's Over
4. I Got a Booking
5. Night Beat
6. His Daughter Caroline
7. You Came a Long Way from St. Louis
8. St. Louis Blues
9. Jamaica Farewell Song
10. Dear Dad
11. Butterscotch
12. The Song of My Love
13. Why Should We End This Way
14. I Want to Be Your Driver

## Singoli
- Dear Dad